# 內姆斯湖
54°00′58″N 10°21′42″E / 54.0161°N 10.3617°E
內姆斯湖（德語：Nehmser See），是德國的湖泊，位於該國北部石勒蘇益格-荷爾斯泰因州，由塞格貝格縣負責管轄，面積0.23平方公里，平均水深1.5米，最大水深2.2米，水體容量34.8萬立方米，湖岸線長度3.2公里。